# Política de Kiribati
O Parlamento de Kiribati, chamado Maneaba ni Maungatabu, é eleito de quatro em quatro anos e consiste de 42 representantes. Maneaba é também o nome dado às casas de reuniões em todas as comunidades locais. O presidente é ao mesmo tempo chefe de estado e chefe de governo, e tem a designação de te Beretitenti (pronuncia-se "te peresitensi").
Cada uma das 21 ilhas habitadas possui um conselho local que é responsável pelos assuntos quotidianos. A excepção é Tarawa, onde existem três conselhos: Betio, Tarawa-Sul e Tarawa-Norte, e Tabiteuea, onde existem dois conselhos: Tabiteuea-Norte e Tabiteuea-Sul.